# Andreea Boghian
Andreea Boghian (Gura Humorului, 29 de noviembre de 1991) es una deportista rumana que compitió en remo.
Participó en los Juegos Olímpicos de Río de Janeiro 2016, obteniendo una medalla de bronce en la prueba de ocho con timonel.
Ganó una medalla de plata en el Campeonato Mundial de Remo de 2013 y siete medallas en el Campeonato Europeo de Remo entre los años 2009 y 2015.

## Palmarés internacional
| Juegos Olímpicos   | Juegos Olímpicos        | Juegos Olímpicos  | Juegos Olímpicos |
| Año                | Lugar                   | Medalla           | Prueba           |
| ------------------ | ----------------------- | ----------------- | ---------------- |
| 2016               | Río de Janeiro (Brasil) | Medalla de bronce | Ocho con timonel |
| Campeonato Mundial |                         |                   |                  |
| Año                | Lugar                   | Medalla           | Prueba           |
| 2013               | Chungju (Corea del Sur) | Medalla de plata  | Ocho con timonel |
| Campeonato Europeo |                         |                   |                  |
| Año                | Lugar                   | Medalla           | Prueba           |
| 2009               | Brest (Bielorrusia)     | Medalla de bronce | Cuatro scull     |
| 2011               | Plovdiv (Bulgaria)      | Medalla de oro    | Ocho con timonel |
| 2012               | Varese (Italia)         | Medalla de oro    | Ocho con timonel |
| 2013               | Sevilla (España)        | Medalla de oro    | Dos sin timonel  |
| 2013               | Sevilla (España)        | Medalla de oro    | Ocho con timonel |
| 2014               | Belgrado (Serbia)       | Medalla de oro    | Ocho con timonel |
| 2015               | Poznań (Polonia)        | Medalla de bronce | Ocho con timonel |